# Дієреза (просодія)
Дієре́за (грец. διαίρεσις — «розмежованість», «роздільність») — в античному віршуванні заміна довгого складу в стопі двома короткими. В сучасній силабо-тоніці дієреза вживається за вимогами метроструктури («Убогії ниви, убогії села» — Б.Грінченко), коли додається зайвий голосний у слові; також — коли він пропускається (подеколи замість слова «Україна» вживається «Вкраїна» чи «Украйна»).